# Айдирлінськ
Айдирлі́нськ (рос. Айдырлинск) — селище у складі Адамовського району Оренбурзької області, Росія.

## Населення
Населення — 205 осіб (2010; 285 у 2002).
Національний склад (станом на 2002 рік):
- казахи — 40 %
- росіяни — 33 %